# Занадто молода, щоб померти?
«Занадто молода, щоби померти?» (англ. Too Young To Die?) — американська телестрічка режисера Роберта Марковица (Robert Markowitz) про байдужість батьків до долі американських дітей і їх трагічних доль в ворожому оточенні дорослих. Стрічка мала обмеження для віку глядачів — 18 років.

## Сюжет
Американська культура неофіційно, але жорстко налаштована на молодість. Старіння, навіть як єдиний засіб жити довго, не викликає радісних думок. Все це притаманно і матері молоденької дочки Аманди Бредлі, що залишилась без чоловіка, а тепер рішуче прагне влаштувати особисте життя з новим партнером. Аманда тиняється вдома між холодною матір'ю і чужим для неї «новим» вітчимом. Дівчинка росте як бадилля коло тину — її не помічають, поки не заважає. І готові вирвати з корінням — як бур'ян. Партнер матері поклав око на незайману дівчину. Мало підготовлена для стосунків з дорослими, Аманда опиниться між небажаними для неї зазіханнями чоловіка і ревнощами матері. Бур'ян вирвуть і викинуть. Мати покине дочку, аби припинити таким засобом стосунки між нею і вітчимом.
Аманда теж влаштовує власне життя, миттєво виходячи заміж за юнака, абсолютно не готова ні до дорослих стосунків, ні до навантажень шлюбного життя. Юнацький шлюб розпався, як і більшість їх. Дівчина практично опиняється на вулиці. Її жахи і поневіряння починаються в маленькому американському місті Гаррісон Каунті, штат Міссісіпі, США, куди вона перебралася. Молода дівчинка без освіти і фаху в малому провінційному місті згодиться лише як повія. Знайомство з недобропорядним Біллі Кентоном і прискорить цю реальність. Біллі, залежний від алкоголю і наркотиків, влаштує дівчину в нічний клуб танцівницею з роздяганням. Вперше за декілька місяців моторошних стосунків і поневірянь до дівчини відчули співчуття і бажання допомогти, захистити. Захисником став сержант Майкл. Але віддати чужинцю свою власність ніяк не згоден Біллі Кентон. Сутичка закінчиться пораненням сержанта і його смертю. Розпочато слідство, яке визнає головним винуватцем смерті Майкла — Аманду Бредлі, адже на ножі відбитки пальців дівчини. В неповні 15 років вона потрапляє в в'язницю. Слідство вимагає до вбивці — смертного вироку…
Сценарій фільму створений на реальних подіях.

## Знімальна група
- режисер — Роберт Марковіц
- сценарист — Джордж Рубіно
- композитор — Чарльз Бернштайн
- оператор — Ерік Ван Гарен Номан

## Актори і ролі
- Джульєт Льюїс — Аманда Бредлі
- Майкл Такер — Бадді Торнтон
- Емілі Лонгстрет — (Джин Глесснер
- Лоррі О'Брайєн — Ванда Бредлі Следж
- Том Еверетт — суддя Гарпер
- Бред Пітт — Біллі Кентон
- Алан Ф'юдж — Марк Келгун
- Дін Абстон — Гарві Следж
- Марк Девенпорт — Міккі
- Чарльз Девід Річардс — Біллінґс

## Ресурси інтернета
- Занадто молода, щоб померти? на сайті IMDb (англ.)